# Zheng Jiuyuan
Det här är en artikel om en person med kinesiskt personnamn; Zheng är familjenamnet.
Zheng Jiuyuan (kinesiska: 郑九源), född 13 april 2004, är en kinesisk simhoppare.

## Karriär
Vid VM 2022 i Budapest slutade Zheng på åttonde plats i enmeterssvikten. Vid VM 2023 i Fukokaka tog han brons i enmeterssvikten samt guld i lagtävlingen tillsammans med Bai Yuming, Si Yajie och Zhang Minjie. Vid asiatiska spelen 2022 i Hangzhou, som arrangerades 2023, tog Zheng silver i tremeterssvikten. Vid VM 2024 i Doha slutade han på 11:e plats i enmeterssvikten.
Vid VM 2025 i Singapore tog Zheng guld i enmeterssvikten samt i parhopp från tremeterssvikten tillsammans med Wang Zongyuan.